# Kecamatan Belakang Padang
Kecamatan Belakang Padang är ett distrikt i Indonesien.   Det ligger i provinsen Kepulauan Riau, i den västra delen av landet, 900 km norr om huvudstaden Jakarta. Kecamatan Belakang Padang ligger på ön Pulau Batuampar.